# Rīneh
Rīneh (persiska: رينه, رِنِه, رِهنِه) är en ort i Iran.   Den ligger i provinsen Mazandaran, i den norra delen av landet, 70 km öster om huvudstaden Teheran. Rīneh ligger 2 028 meter över havet och antalet invånare är 860.
Terrängen runt Rīneh är bergig åt nordost, men åt sydväst är den kuperad. Rīneh ligger nere i en dal.Runt Rīneh är det ganska tätbefolkat, med 149 invånare per kvadratkilometer. Rīneh är det största samhället i trakten. Trakten runt Rīneh består i huvudsak av gräsmarker.